# La Chaumière indienne
La Chaumière indienne est une longue nouvelle (une soixantaine de pages) de Jacques-Henri Bernardin de Saint-Pierre, publiée en 1790.

## Histoire
Un savant britannique, comme quelques autres de ses pairs, est mandaté par la Société royale de Londres pour chercher de par le monde les réponses à quelques milliers de questions scientifiques bien précises répertoriées dans un cahier. Le savant, sur sa route, recueille des centaines de manuscrits et des réponses à ses questions, mais ces réponses pointent vers de nouvelles questions encore plus nombreuses. Arrivé en Inde, il apprend qu'un « brame » (brahmane) aurait les réponses à toutes les questions. Sur le chemin pour le rencontrer, le savant se dit qu'il existe en fait trois questions essentielles qu'il aimerait lui poser, bien qu'elles ne figurent pas dans son mandat : 
- Où se trouve la vérité ?
- Par quel moyen peut-on la trouver (les hommes ayant tous des perceptions différentes de la vérité, même en s'appuyant sur la raison) ?
- Dans quelles circonstances peut-on la faire connaître aux hommes (car on se fait généralement des ennemis le cas échéant) ?

La rencontre du brahmane se passe mal : elle est encombrée de toutes sortes de rituels, et le brahmane, imbu de lui-même, répond que seuls les brahmanes connaissent la vérité et qu'il est impossible de la communiquer aux autres hommes. 
Sur le chemin du retour, le savant et ses guides sont surpris par la tempête. Ils découvrent une cabane isolée dans les bois. Les guides refusent d'y être hébergés, car elle est habitée par un paria, un intouchable. Le savant, lui, faisant fi de ces croyances, accepte l'hospitalité du paria et de sa femme. Discutant avec lui toute la soirée, il découvre un homme sage et bon qui lui apportera des réponses à ses questions. Le paria explique entre autres que c'est en touchant aux extrêmes du malheur, étant rejeté de tous, qu'il a découvert la vérité dans l'humilité, la simplicité et la générosité. 
La nouvelle se conclut sur la leçon apprise du paria, ainsi résumée par le narrateur : « Il faut chercher la vérité avec un cœur simple ; on ne la trouve que dans la nature ; on ne doit la dire qu'aux gens de bien [ceux qui sont prêts à l'écouter]. »

## Extraits
- (L'Anglais) « [...] Mais dites-moi d'abord pourquoi votre caste est-elle si avilie dans l'Inde, et celle des brames si honorée? Je viens de chez le supérieur de la pagode de Jagrenat, qui ne pense pas plus que son idole, et qui se fait adorer comme un dieu. — C'est, répondit le paria, parce que les brames disent que dans l'origine ils sont sortis de la tête du dieu Brama, et que les parias sont descendus de ses pieds. Ils ajoutent de plus qu'un jour Brama, en voyageant, demanda à manger à un paria, qui lui présenta de la chair humaine : depuis cette tradition leur caste est honorée, et la nôtre est maudite dans toute l'Inde. Il ne nous est pas permis d'approcher des villes; et tout naïre ou reispoute peut nous tuer, si nous l'approchons seulement à portée de notre haleine. — Par saint Georges! s'écria l'Anglais, voilà qui est bien fou et bien injuste! Comment les brames ont-ils pu persuader une pareille sottise aux Indiens? — En la leur apprenant dès l'enfance, dit le paria, et en la leur répétant sans cesse : les hommes s'instruisent comme des perroquets. »
- (Le paria) « J'ai donc vu une ville! j'ai vu la demeure des maîtres des nations! Oh! de combien de maîtres ne sont-ils pas eux-mêmes esclaves! Ils obéissent, jusque dans le temps du repos, aux voluptés, à l'ambition, à la superstition, à l'avarice; ils ont à craindre, même dans le sommeil, une foule d'êtres misérables et malfaisants dont ils sont entourés, des voleurs, des mendiants, des courtisanes, des incendiaires, et jusqu'à leurs soldats, leurs grands et leurs prêtres. Que doit-ce être d'une ville pendant le jour, si elle est ainsi troublée pendant la nuit? Les maux de l'homme croissent avec ses jouissances : combien l'empereur, qui les réunit toutes, n'est-il pas à plaindre! »

## Traductions
Iekaterina Bakhmeteva traduit la nouvelle en russe en 1790.